# كينيث كينغ (راقص)
كينيث كينغ (بالإنجليزية: Kenneth King)‏ هو مصمم رقص أمريكي، ولد في 1 أبريل 1948 في فريبورت في الولايات المتحدة.